# کوپتسیته
کوپتسیته (به بلغاری: Kuptsite) یک منطقهٔ مسکونی در بلغارستان است که در شهرستان ژبل واقع شده‌است.